# LETM1
LETM1‏ (Leucine zipper and EF-hand containing transmembrane protein 1) هوَ بروتين يُشَفر بواسطة جين LETM1 في الإنسان.